# Eternally (宇多田ヒカルの曲)
「Eternally」（エターナリー）は、宇多田ヒカルの楽曲である。2001年3月28日にリリースされた2作目のオリジナル・アルバム『Distance』に収録された。
2008年10月20日にリミックスバージョン「Eternally -Drama Mix-」が着うた・RBTが先行配信され、31日に着うたフル・PC配信としてリリースされた。

## 解説
「Eternally」は2001年に発売された2ndアルバム『Distance』の6曲目に収録された。作詞作曲は宇多田自身が手がけ、編曲は村山晋一朗、ストリングスアレンジは河野圭が手がけた。
2008年に放送されたフジテレビ系月9ドラマ『イノセント・ラヴ』の主題歌として、ドラマのプロデューサーである中野利幸曰く「メロディも歌詞もタイトルも、ドラマをイメージして作ってもらったと思えるぐらいに合っている」ということから本作が使用されることが決定した。これにあたり、当時のボーカルが再び見直され、新たなミキシングが施された。
同年10月より「Eternally -Drama Mix-」の配信が開始され、同年11月20日時点で50万を超えるダウンロード数を突破。また、オリジナル・バージョンも15万ダウンロードを記録したことにより、総計65万ダウンロードを突破したこととなった。また、オリジナルバージョンは、2008年11月19日集計分のUSEN リクエストチャートおよび総合チャートで1位を獲得した。
2009年3月4日にリリースされたコンピレーション・アルバム『i〜ずっと、ずっと、愛してる〜』に収録され、これが初のCD化となった。

## 収録曲
| #         | タイトル                 | 作詞・作曲   | 編曲       | 時間 |
| --------- | ------------------------ | ------------ | ---------- | ---- |
| 1.        | 「Eternally」(Drama Mix) | 宇多田ヒカル | 村山晋一郎 | 4:49 |
| 合計時間: | 合計時間:                | 合計時間:    | 合計時間:  | 4:49 |

## タイアップ
Eternally -Drama Mix-
- フジテレビ系月9ドラマ『イノセント・ラヴ』主題歌